# Catharine Pendrel
Catharine Pendrel (Fredericton, 30 de setembro de 1980) é uma ciclista canadense, especialista em provas de mountain bike.
Em 2007, Pendrell conquistou a medalha de ouro na prova de mountain bike dos Jogos Pan-americanos de 2007, no Rio de Janeiro, a primeira distribuída naqueles Jogos. No ano seguinte, nos Jogos Olímpicos de Pequim, finalizou em quarto lugar na mesma prova. É membro da seleção canadense desde 2003.